# Encarnación Redondo Jiménez
Encarnación Redondo Jiménez (Molinos de Razón, Soria; 18 de abril de 1944) es una ingeniera agrónoma y política española.
Ha sido funcionaria del Cuerpo de Ingenieros Agrónomos del Estado del Ministerio de Agricultura y profesora de la UNED. Como política, es miembro del Partido Popular y ha sido eurodiputada de la IV y la V legislatura del Parlamento Europeo (tras las elecciones europeas de 1994 y las de 1999 respectivamente) así como alcaldesa de Soria tras las elecciones municipales de España de 2003. En 2007 el PSOE ganó las municipales, acabando con su alcaldía en coalición con IDES de la legislatura anterior.

## Biografía
Encarnación Redondo Jiménez nació el 18 de abril de 1944 en la localidad de Molinos de Razón, en la provincia de Soria de los primeros años de la dictadura franquista en España (actualmente parte del municipio de Sotillo del Rincón, de la misma provincia).
En 1987 se convirtió en miembro del comité ejecutivo regional del Partido Popular de Castilla y León como delegada territorial de la Junta de Castilla y León en la provincia de Soria. Se mantendría en el cargo hasta 1994.
En 1994 fue electa eurodiputada por el PP en las elecciones al Parlamento Europeo de 1994 votadas en España, habiendo sido la decimosexta de la lista de los populares, que obtuvieron 28 de los 64 escaños en juego.
En 1999 volvió a estar en la lista del PP para las elecciones al Parlamento Europeo de ese año votadas en España, esta vez en la decimosegunda posición, revalidando su escaño como una de los 27 escaños obtenidos por su formación.
En esta segunda etapa en la eurocámara, fue elegida vicepresidenta de la Comisión de Agricultura y Desarrollo Rural hasta 2002, cuando fue nombrada presidenta de la Comisión Temporal sobre la fiebre aftosa. En 2004 no se presentó a las elecciones europeas ya que ocupaba desde el año anterior la alcaldía de Soria, cargo que consiguió gracias a una coalición de gobierno entre el PP local e Iniciativa por el Desarrollo de Soria y que mantuvo hasta el final de la legislatura, 2007, cuando se presentó como candidata a la reelección en las elecciones municipales de España de 2007.
Tras los comicios, el PSOE ganó la alcaldía de Soria, quedando Redondo Jiménez en la oposición municipal en la que ejerció la portavocía del grupo municipal popular. Para las municipales de 2011, decidió no presentarse a las mismas.